# Bishop Castle
Il Bishop Castle è un capriccio architettonico incompleto collocato nelle Wet Mountains, nel centro-sud del Colorado (Stati Uniti d'America). Il Bishop Castle ha la particolarità di essere stato interamente costruito da Jim Bishop, da cui prende il nome, e di essere la più grande costruzione negli USA, nonché una delle più grandi del mondo, realizzata da un solo uomo.

## Storia
Sebbene Jim Bishop avesse precedentemente acquistato il sito su cui è oggi collocato l'edificio per 450 dollari quando aveva quindici anni, la costruzione della struttura iniziò soltanto nel 1969 e avrebbe dovuto essere un cottage con una sola stanza che il progettista avrebbe condiviso con la moglie. Quando Bishop iniziò a circondare il perimetro del terreno della costruzione con delle rocce, alcuni vicini paragonarono la struttura a un castello. Pertanto, Bishop decise di trasformare l'abitazione in una piccola fortificazione di gusto medievale a cui aggiunse ad esempio delle vetrate e la testa di un "drago sputafuoco" in metallo sulla sommità dell'edificio.
Per costruire il Bishop Castle, Bishop si servì delle pietre della foresta nazionale di San Isabel che circondava la sua proprietà. Sebbene ciò gli avesse causato alcuni problemi burocratici inerenti alla proprietà delle stesse, questi furono risolti e Bishop poté continuare a lavorare al suo progetto. Nel 1996, Bishop fu nuovamente oggetto di un'altra controversia in quanto si servì di segnali stradali non autorizzati per indicare la posizione del castello che era intanto diventato un'attrazione turistica, e fu costretto ad utilizzare una segnaletica in regola.
Nell'inverno a cavallo fra il 2014 e il 2015, dal momento che Bishop e la moglie Phoebe avevano entrambi contratto un cancro, Bishop decise di lasciare in eredità il Bishop Castle a un loro conoscente di nome David Merrill. Secondo Phoebe e altri, Merrill avrebbe approfittato dello stato di salute cagionevole e dell'instabilità emotiva di Bishop per appropriarsi dell'edificio e tentato di trasformare la costruzione in una chiesa al fine di godere alcune agevolazioni fiscali. Nonostante ciò, dopo una battaglia legale perdurata fino al settembre del 2015, i Bishop riuscirono a riappropriarsi del castello.
Il 28 marzo 2018, un incendio forse causato dall'impianto elettrico distrusse il negozio di souvenir e un appartamento per gli ospiti nell'area dell'edificio e avrebbe causato danni equivalenti a 185.000 dollari. L'attrazione fu riaperta al pubblico una settimana più tardi anche grazie al sostegno di alcuni volontari.
Sebbene sia incompleto (Bishop dichiarò "non lo finirò mai"), il Bishop Castle è una popolare attrazione turistica del Colorado che attrae migliaia di visitatori all'anno ed è stato descritto da molte riviste come National Geographic.

## Descrizione
Il Bishop Castle si trova fra le Wet Mountains del Colorado e nelle vicinanze della State Highway 165. Ha l'aspetto di un castello bavarese, è alto quasi 50 metri, presenta  grandi vetrate, alcune torrette collegate fra loro da pontili metallici e una testa di drago interamente composta da oltre piatti d'acciaio recuperati da una cucina locale e capace di sparare fiammate alimentate da serbatoi di propano. L'interno presenta una sala da ballo e alcune stanze da letto.
Secondo le intenzioni di Bishop, il castello dovrà essere circondato da un muro che celerà al suo interno "stanze e passaggi segreti".

## Galleria d'immagini

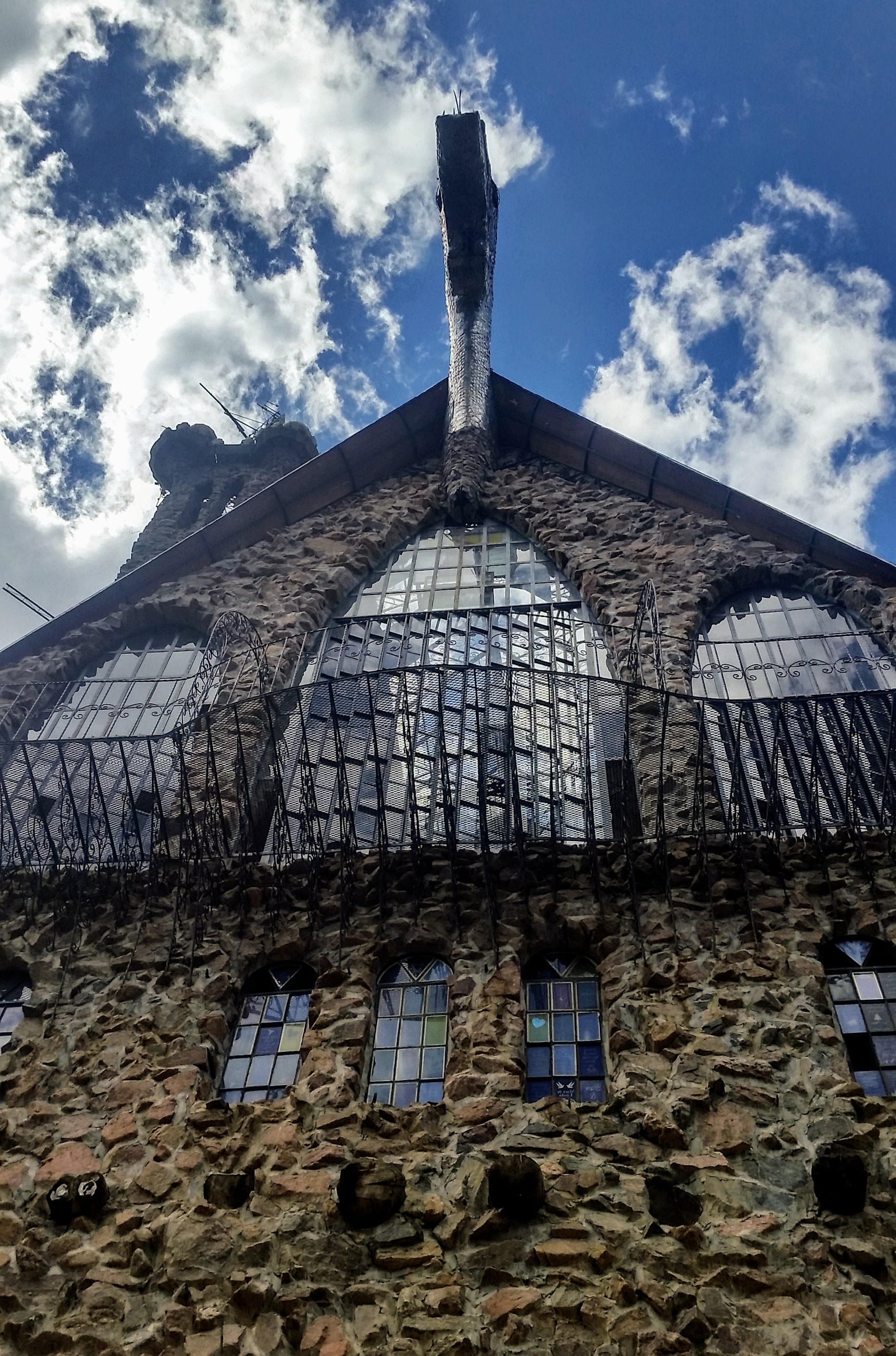
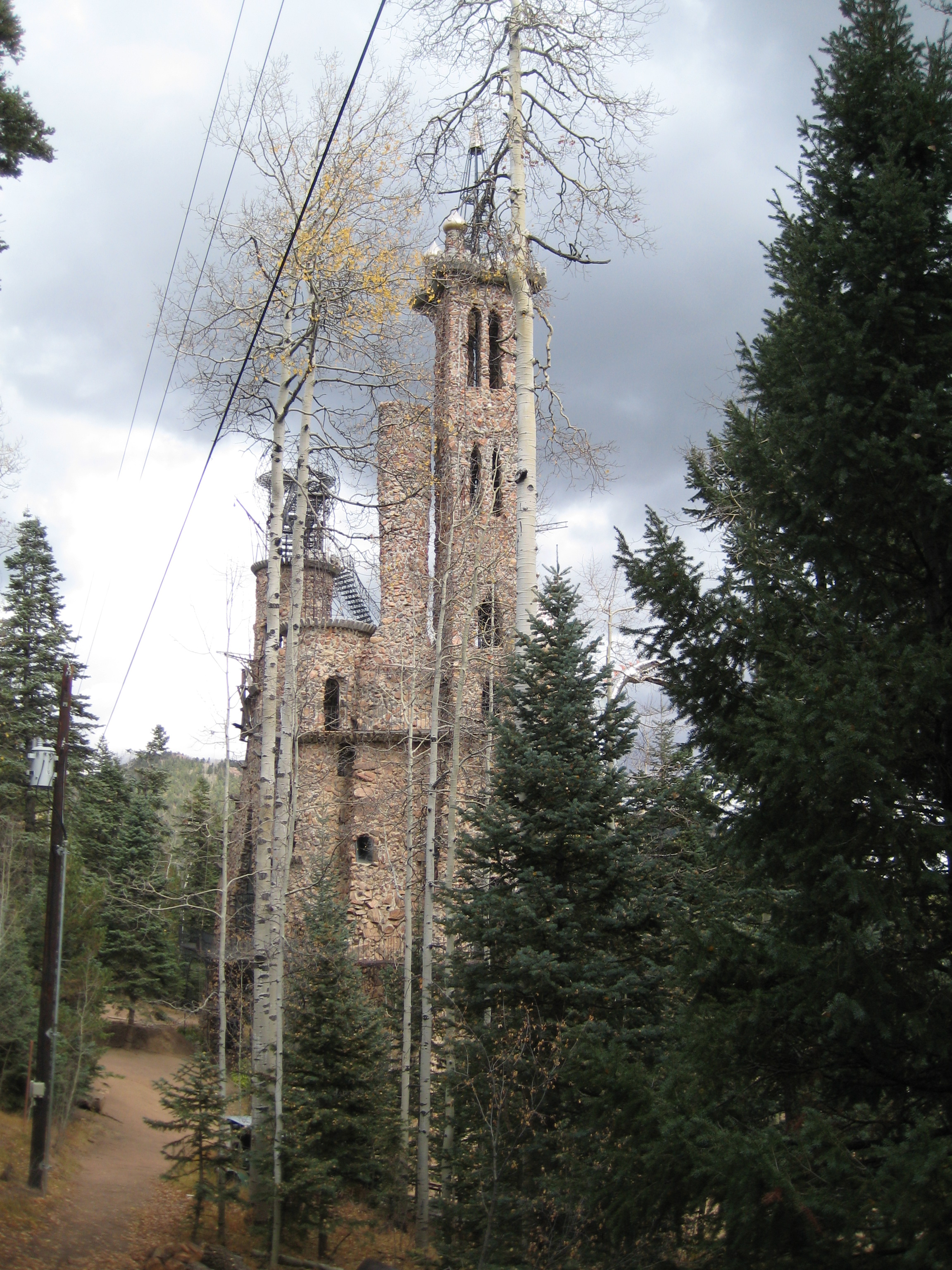
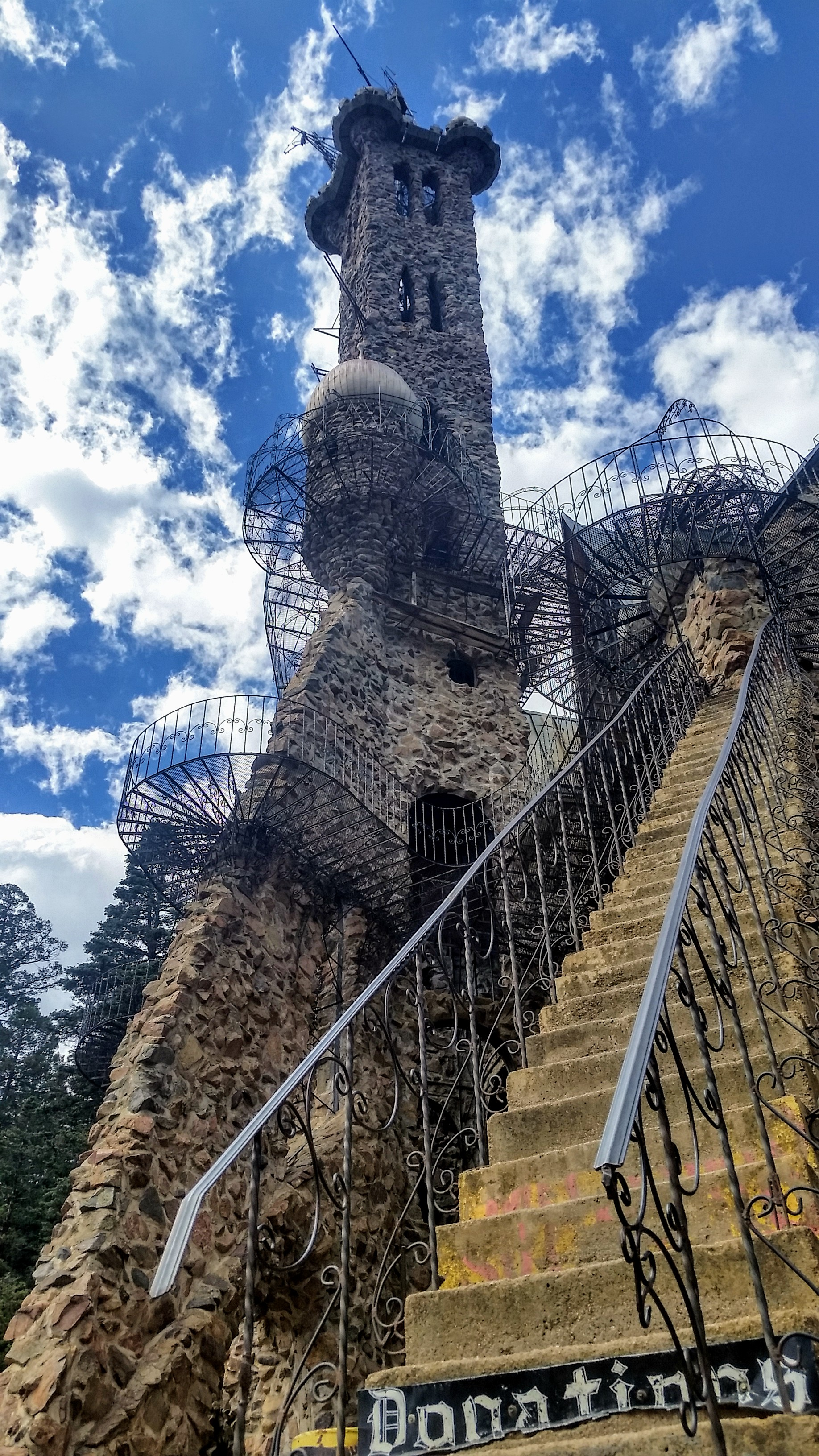
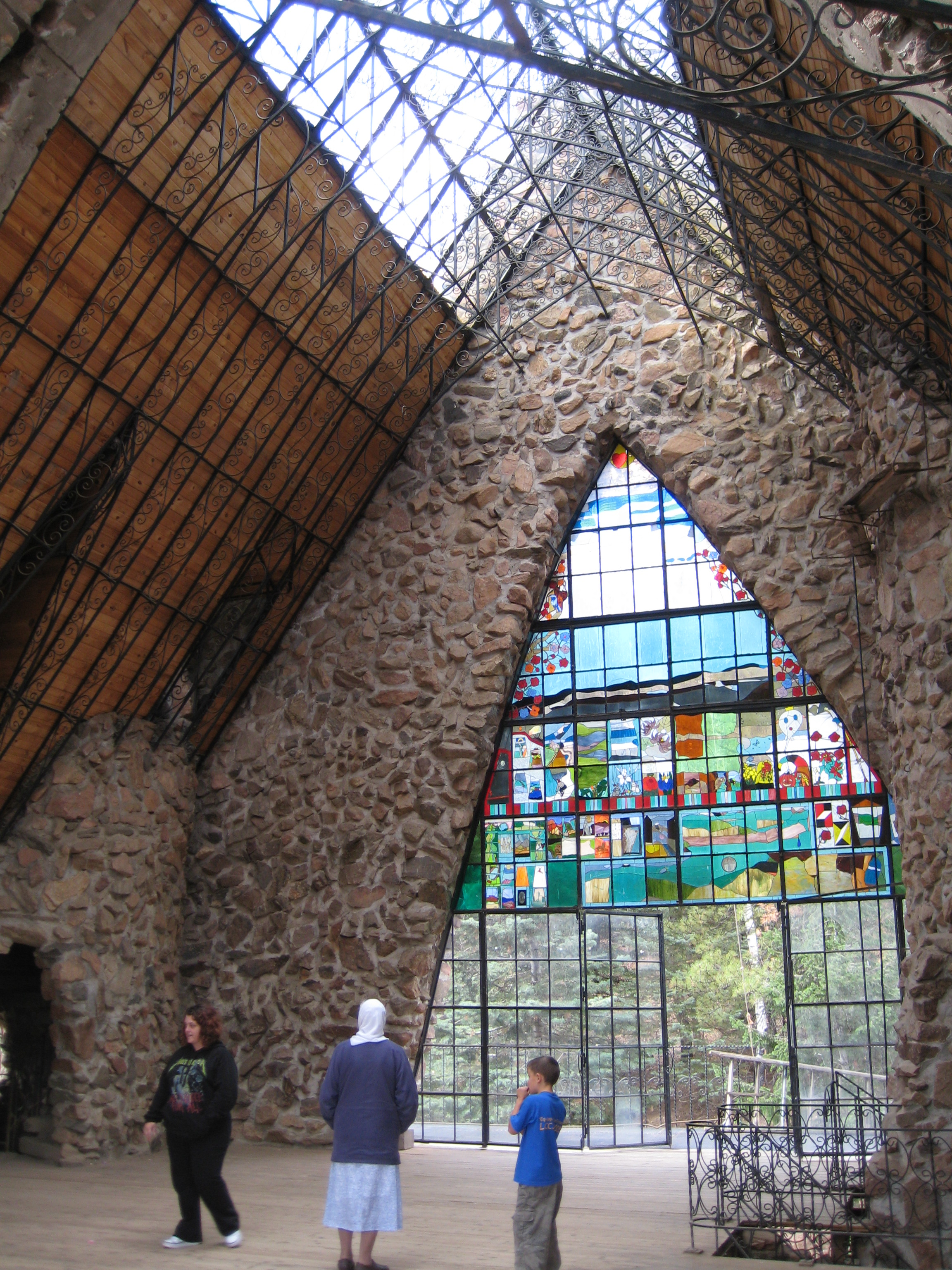